# Upper Atmosphere Research Satellite
Upper Atmosphere Research Satellite (UARS), (satellite de recherche sur la couche atmosphérique supérieure), est un satellite d'observation de la Terre de l'agence spatiale américaine de la NASA développé pour étudier l'atmosphère terrestre en particulier la couche d'ozone. Ce satellite lourd pesant 6 540 kg et long de 11 mètres est lancé en 1991 par la navette spatiale américaine au cours de la mission de la navette spatiale Discovery STS-48. Il est placé sur une orbite terrestre basse à une altitude de 700 km et avec une inclinaison de 57,0 degrés. La durée de vie prévue est initialement de 3 ans : six de ses 10 instruments fonctionnent encore lorsqu'il est désactivé le 15 décembre 2005 soit 14 ans après son lancement. En fin de vie, il est placé sur une orbite plus basse qui aboutit à sa rentrée atmosphérique le 24 septembre 2011, au-dessus de l'océan Pacifique.
Les 10 instruments scientifiques embarqués effectuent des mesures sur les différents composés chimiques présents dans la stratosphère, la thermosphère et la mésosphère dont principalement le gaz carbonique, l'ozone, le méthane, le chlore, les oxydes d'azote et les chlorofluorocarbures (CFC).

## Résultats
Les chercheurs sont parvenus à une meilleure compréhension des quantités d'énergie entrantes, de la chimie et de la dynamique des couches supérieures de l'atmosphère ainsi que des interactions de celles-ci avec les couches basses. La première mission du satellite porte sur l'étude de la stratosphère et plus particulièrement sur le processus aboutissant à la disparition de la couche d'ozone en complément des mesures déjà réalisées par l'instrument « Total Ozone Mapping Spectrometer » (TOMS) embarqué sur les satellites américain Nimbus-7 et russe Meteor-3. Le satellite UARS mesure également les vents et les températures de la stratosphère ainsi que la quantité d'énergie fournie par le Soleil. Les éléments recueillis sont utilisés pour améliorer les modèles de prévision météorologique et permettre de mieux comprendre les forces présentes derrière les changements climatiques.
Le satellite UARS permet de mieux connaître les couches atmosphériques comprises entre 80 et 300 km d'altitude, qui, jusque-là, sont peu étudiées faute d'instruments adaptés. La durée de vie du satellite permet d'effectuer des observations sur un cycle solaire de 11 ans complet. L'une des contributions les plus importantes est la mesure par 4 des instruments embarqués de la distribution et de la concentration des gaz jouant un rôle dans la disparition de la couche d'ozone, le changement climatique et les autres phénomènes climatiques. Les mesures effectuées montrent que le chlore présent dans l'atmosphère, dû au CFC produit par les activités humaines, est à l'origine du trou dans la couche d'ozone.
Les mesures effectuées par le satellite sont poursuivies après sa désactivation par les satellites Aura pour la composition chimique de l'atmosphère et SORCE pour l'énergie fournie par le Soleil.

## Instruments
Le Canada et le Royaume-Uni fournissent certains des instruments. Les 10 instruments embarqués sont les suivants :
- Improved Stratospheric and Mesospheric Sounder (ISAMS).
- Microwave Limb Sounder (MLS).
- Halogen Occultation Experiment (HALOE).
- High Resolution Doppler Imager (HRDI).
- Wind Imaging Interferometer-II (WIND-II).
- Solar-stellar Irradiance Comparison Experiment (SOLSTICE).
- Solar Ultraviolet Spectral Irradiance Monitor (SUSIM).
- Particle Environment Monitor (PEM).
- Active Cavity Radiometer Irradiance Monitor-2 (ACRIM-2).
- Cryogenic Limb Array Etalon Spectrometer (CLAES).

## Galerie

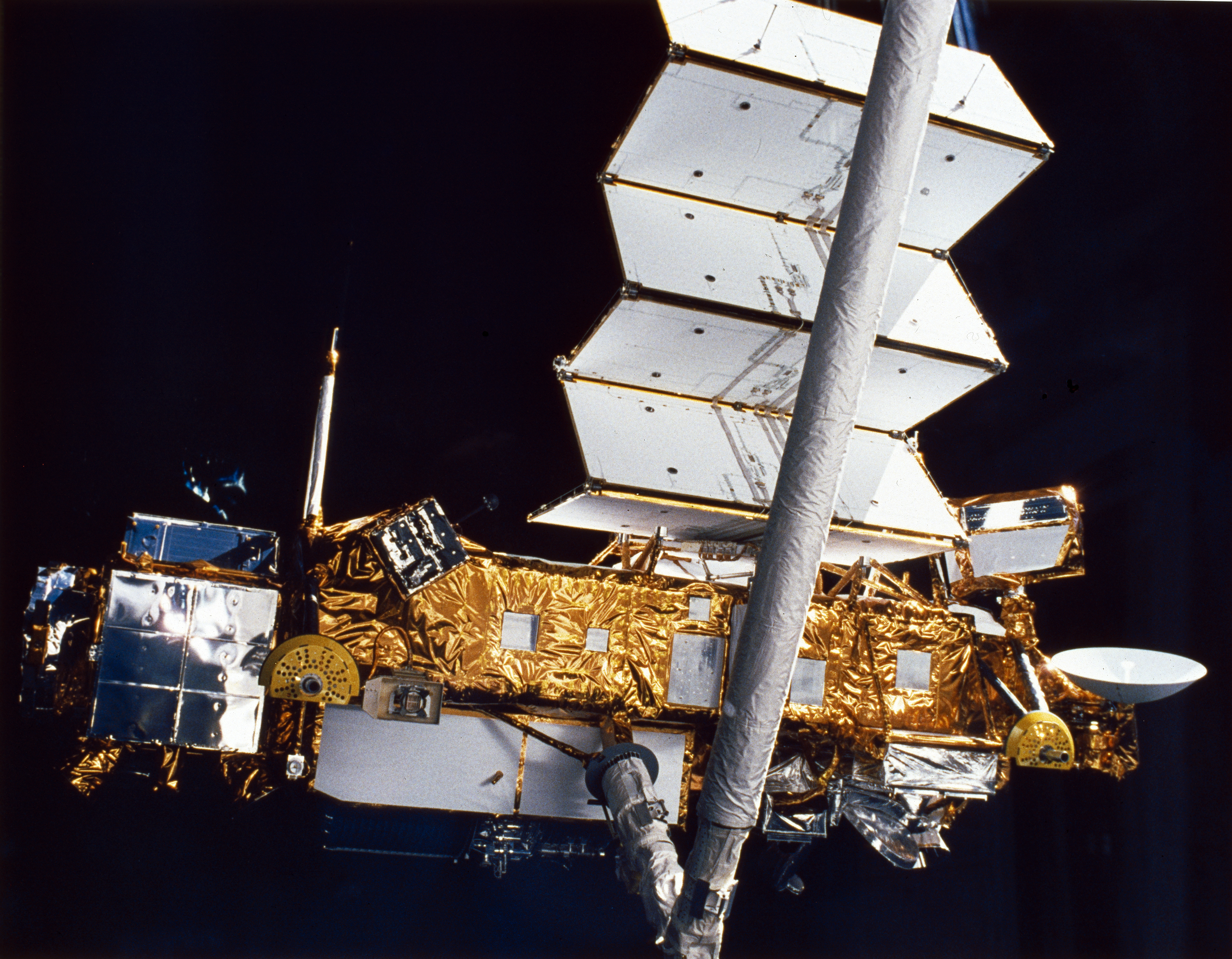
Déploiement du satellite UARS à l'aide du Canadarm de la navette spatiale américaine.
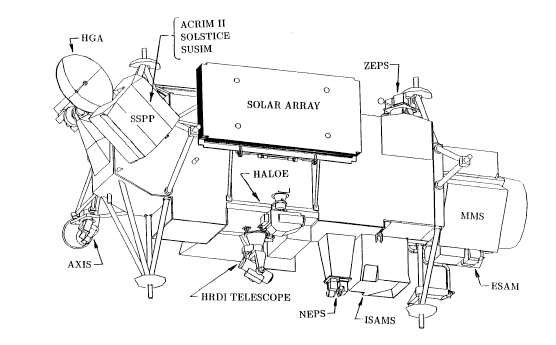
Schéma du satellite : vue bâbord.
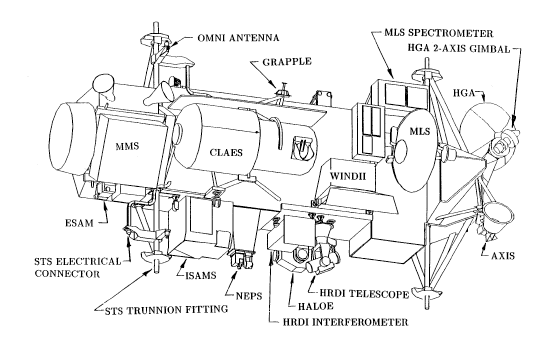
Schéma du satellite : vue tribord.
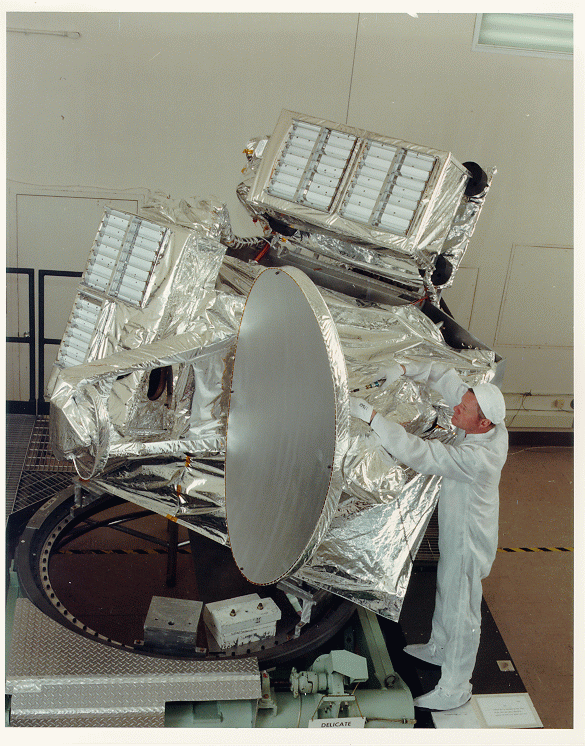
L'instrument Microwave Limb Sounder (MLS).

### Source
- la mission UARS sur le site scientifique de la NASA.